# Валеріян Харкевич
Валеріян Харкевич (пол. Walerian Charkiewicz; 1890 — 24 червня 1950, Лондон, Велика Британія) — польський історик, поет і письменник, публіцист.

## Біографія
Випускник Університету Стефана Баторія у Вільно. У 1928 році отримав ступінь доктора наук.
Виступав з публіцистичними статтями в тижневику «Слово». У 1933 році спільно з декількома письменниками під груповим псевдонімом Феліція Романовська публікував в журналі «Слово» частинами детективно-сатиричний «Віленський кримінальний роман», в тому ж році опублікований в книжковому варіанті.
Учасник подій, викликаних вторгненням СРСР до Польщу 1939 року. Тоді ж був узятий в полон частинами РККА і містився в таборах НКВС СРСР в Козельську та під Вологдою.
З осені 1941 року — керівник бюро історичних досліджень в армії генерала Андерса.
Після закінчення Другої світової війни проживав в еміграції в Великій Британії.
Був першим редактором польського тижневика «Od A do Z».

## Вибрані публікації
- «Placyd Jankowski: życie i twórczość» (1928)
- «Scypion ruski. Konstanty Iwanowicz Ostrogski» (1929)
- «Bez stresu i busoli: sylwetka ks. prof. Michała Bobrowskiego» (1929)
- «Przyczynek do dziejów Sióstr Miłosierdzia w Wilnie» (1935)
- «O mistrzu Andrzeju i Matce Makrynie» (1935)
- «Ostatnie lata alumnatu papieskiego w Wilnie» (Вільно 1929)
- «U grobu unji kościelnej» (Краків 1926)
- «Zmierzch unji kościelnej na Litwie i Białorusi» (Вільно 1929)
- «Borowski Kasper» // Polski Słownik Biograficzny. — T. 2